# Loleatta (álbum de 1977)
Loleatta es el tercer álbum de estudio de la cantante estadunidense de R&B, Soul y Disco Loleatta Holloway. Lanzado en 1977 por el sello Gold Mind, otro álbum de Holloway titulado Loleatta fue lanzado en 1973.

## Historia
El álbum incluye los sencillos "Worn Out Broke Heat", que alcanzó el puesto #25 en la lista Hot Soul Singles, y "Dreamin'" (con The Salsoul Orchestra), que logró la posición #72 en la lista Billboard 200. "Hit and Run" también llegó a la posición #56 en la lista Hot Soul Singles. El álbum fue remasterizado y reeditado con canciones en 2013 por Big Break Records.

## Lista de Canciones
| N.º | Título                                                 | Duración |  |
| 1.  | «Hit and Run»                                          | 5:52     |  |
| 2.  | «Is It Just a Man's Way?»                              | 3:38     |  |
| 3.  | «We're Getting Stronger (The Longer We Stay Together)» | 4:34     |  |
| 4.  | «Dreamin'»                                             | 6:17     |  |
| 5.  | «Ripped Off»                                           | 4:49     |  |
| 6.  | «Worn Out Broken Heart»                                | 5:23     |  |
| 7.  | «That's How Heartaches Are Made»                       | 3:00     |  |
| 8.  | «What Now»                                             | 6:11     |  |

Bonus Track de la versión remazterizada del 2013 a través de Big Break Records

| N.º | Título                                                                     | Duración |  |
| 9.  | «Run Away (The Salsoul Orchestra)»                                         | 4:45     |  |
| 10. | «Dreamin' (12" Disco Version)»                                             | 8:54     |  |
| 11. | «Hit and Run (12" Disco Version)»                                          | 11:05    |  |
| 12. | «We're Getting Stronger (The Longer We Stay Together) (12" Disco Version)» | 7:20     |  |
| 13. | «Worn Out Broken Heart (Single Version)»                                   | 3:49     |  |
| 14. | «Dreamin' (Single Version)»                                                | 3:09     |  |